# Osella FA1I
La Osella FA1I è una vettura da Formula 1 realizzata della Osella Corse per la stagione 1987, utilizzata anche nella prima gara del 1988.

## Tecnica
La vettura era una ennesima evoluzione della vettura del 1984, dopo che la vettura precedente, la FA1H, era andata distrutta dopo due sole gare nel 1986.
La direzione tecnica fu affidata a Ignazio Lunetta, che oltre ad alcuni affinamenti aerodinamici, tornò a delle sospensioni posteriori più convenzionali e alleggerì il più possibile la vettura.

## Carriera agonistica
Utilizzata dalla seconda gara del 1987 alla prima del 1988, causa anche gli elevati consumi, non terminò nessuna gara, venendo comunque classificata dodicesima nella gara di esordio. Il miglior risultato in qualifica fu un 16° posto a Monaco

## Risultati sportivi
| Anno | Team                 | Motore          | Gomme | Piloti     |  |    |     |     |     |     |     |     |     |     |     |     |    |     |     |    | Punti | Pos. |
| ---- | -------------------- | --------------- | ----- | ---------- |  | -- | --- | --- | --- | --- | --- | --- | --- | --- | --- | --- | -- | --- | --- | -- | ----- | ---- |
| 1987 | Osella Squadra Corse | Alfa Romeo 890T | G     | Alex Caffi |  | 12 | Rit | Rit | Rit | Rit | Rit | Rit | Rit | Rit | Rit | Rit | NQ | Rit | Rit | NQ | 0     | 0º   |

| Anno | Team                 | Motore          | Gomme | Piloti        |    |  |  |  |  |  |  |  |  |  |  |  |  |  |  |  | Punti | Pos. |
| ---- | -------------------- | --------------- | ----- | ------------- | -- |  |  |  |  |  |  |  |  |  |  |  |  |  |  |  | ----- | ---- |
| 1988 | Osella Squadra Corse | Alfa Romeo 890T | G     | Nicola Larini | NQ |  |  |  |  |  |  |  |  |  |  |  |  |  |  |  | 0     | -    |